# Basankusu
Basankusu – miasto w Demokratycznej Republice Konga, w prowincji Równikowa.